# Munzee
Munzee ist ein dem Geocaching ähnliches Schnitzeljagd-Geländespiel, bei dem weltweit markierte Orte gefunden werden müssen. Hinter dem Spiel steht ein Freemium-Geschäftsmodell.
Die Orte werden von anderen Spielern mittels QR-Code auf Aufklebern markiert, die Munzees genannt werden. Für gefundene Munzees erhält sowohl der findende als auch der versteckende Spieler Punkte. Die QR-Codes auf den Munzees werden am Fundort mittels einer speziellen Smartphone-App
eingelesen. Sowohl die Koordinaten der Munzees als auch die Daten der Mitspieler werden über eine zentrale Spieleplattform verwaltet.

## Name
Der Begriff Munzee (gesprochen "Munzi") wurde vom deutschen Wort Münze abgeleitet. Da munze.com für die zentrale Spieleplattform schon belegt war, wurde einfach nochmals ein "e" angehängt.

## GPS-Position
Die Koordinaten aller weltweit ausgebrachten Munzees werden zentral auf der Spieleplattform munzee.com verwaltet. Auf dieser Plattform kann eine Landkarte aufgerufen werden, die die Munzees an den entsprechenden Orten darstellt. Diese Landkarte lässt sich auch auf der Smartphone-App aufrufen, die neben den Munzees auch die eigene aktuelle GPS-Position anzeigt. Dadurch kann man den genauen Ort eines Munzees finden. Zusätzlich kann man sich die nächstgelegenen Munzees auch in tabellarischer Form, nach Entfernung sortiert, anzeigen lassen.

## Ziel des Spiels
Es gibt Punkte für das Verstecken ("Deploy"), für das Erfassen ("Capture") und dafür, dass fremde Spieler die selbst verteilen Munzees erfassen ("Capture On"). Zudem sind im Spiel sehr viele Abzeichen ("Badge") enthalten, welche als Belohnung für ein erreichtes Ziel verteilt werden, zum Beispiel wenn man 314 Punkte an einem Tag erzielt hat (sog. Pi-Badge). Durch reges Spielen steigt man zudem in der Weltrangliste auf.  

## Clan Wars
Jeden Monat startet ein sogenannter Clan War. Von den Serverbetreibern werden klare Ziele für den Monat vorgegeben, z. B. wie viele Punkte man machen muss, wie viele Munzees gescannt werden müssen oder welche speziellen Munzeetypen erfasst bzw. verteilt werden müssen. Jeden Monat stehen so Aufgaben für einzelne Spieler wie auch für den gesamten Clan an, die für die jeweilige Stufe erreicht werden müssen.
Es gibt jeweils fünf verschiedene Schwierigkeitsstufen. Maximal zehn Spieler, welche denselben Schwierigkeitsgrad spielen möchten finden sich zu einem Clan zusammen. Am 3. jedes Monats beginnt der Clan War und endet am letzten Tag im Monat nach Mitternacht der Hauptverwaltung (MEZ jeweils +7 Std.).
Für jedes Level, das erreicht wurde, werden Preise in Form von Munzees, welche sonst nur käuflich oder gar nicht erhältlich sind, vergeben.
Erreicht ein Clanmitglied bis Ende des Monats einen Level nicht, dann hat der ganze Clan das Ziel nicht erreicht und es werden keine Belohnungen ausgeschüttet.

## ZeeOps
Die ZeeOps sind ein Spiel im Spiel, wo man im Gegensatz zum Clan War als Einzelspieler Credit Items gewinnen kann. Jeden Kalendertag gibt es eine unterschiedliche Mission zu absolvieren, zum Beispiel einen Bank Places Munzee zu erfassen oder 500 Punkte zu erspielen. Es ist möglich, die tägliche Mission einmalig abzulehnen und gegen eine andere Aufgabe einzutauschen. Sofern man die zweite Mission nicht absolvieren kann erhält man erst am nächsten Tag die Chance wieder eine neue abzulehnen.
Regelmäßig gibt es zudem Secret ZeeOps; das sind größere Missionen mit mehreren Leveln, bei denen Aufgaben erledigt werden müssen. Nach Abschluss eines Levels gibt es Preise zu gewinnen. Im Gegensatz zu den täglichen Missionen muss der Spieler hier für die Teilnahme am Anfang einen Betrag der in-Game-Währung "Zeds" bezahlen, um die Secret ZeeOp spielen zu können. Es gibt kein zeitliches Limit, um die Missionen zu schaffen.

## Einlesen
Wenn man einen Munzee gefunden hat, kann man mittels der Smartphone-Kamera und der App den QR-Code einlesen (capture). Der QR-Code gibt einen Verweis auf die Verwaltung dieses Munzee auf der zentralen Spieleplattform. Die App überprüft die aktuellen Koordinaten und meldet das gefundene Munzee der Spieleplattform, woraufhin diese sowohl dem Finder als auch dem Spieler, der den Munzee versteckt hat, Punkte vergibt. Die App ist kostenlos erhältlich und nach erfolgter Registrierung auch ohne Mitgliedsgebühren nutzbar – eine Premium Mitgliedschaft für 30 US-Dollar pro Jahr ermöglicht weitere Funktionen wie Filtrierung nach Munzee-Typen. Der Erwerb einiger spezieller Munzeetypen ist mit einer Premium-Mitgliedschaft möglich.

## Material und Eigenschaften
Munzees können aus beliebigem Material bestehen, sie müssen lediglich einen QR-Code aufweisen und physisch den Bedingungen des Anbringungsorts entsprechen (wasserdicht, wetterfest etc.).
Munzees können entweder selbst generiert und ausgedruckt oder über den Webshop der Spieleplattform gegen Entgelt bezogen werden. Will man Munzees selbst generieren oder im Webshop bestellen, muss man dort auf der zentralen Spieleplattform mit seinem individuellen Benutzernamen angemeldet sein. Beim Generieren eines Munzees erzeugt die Plattform einen Web-Link, über den später das generierte Munzee verwaltet wird. Dieser Hyperlink wird als QR-Code auf dem Munzee abgebildet. Als Eigenschaften können dem Munzee ein aussagekräftiger Name und ein beliebig langer Kommentar zugeordnet werden. Beide werden auf der zentralen Plattform gespeichert und können später jederzeit geändert werden.

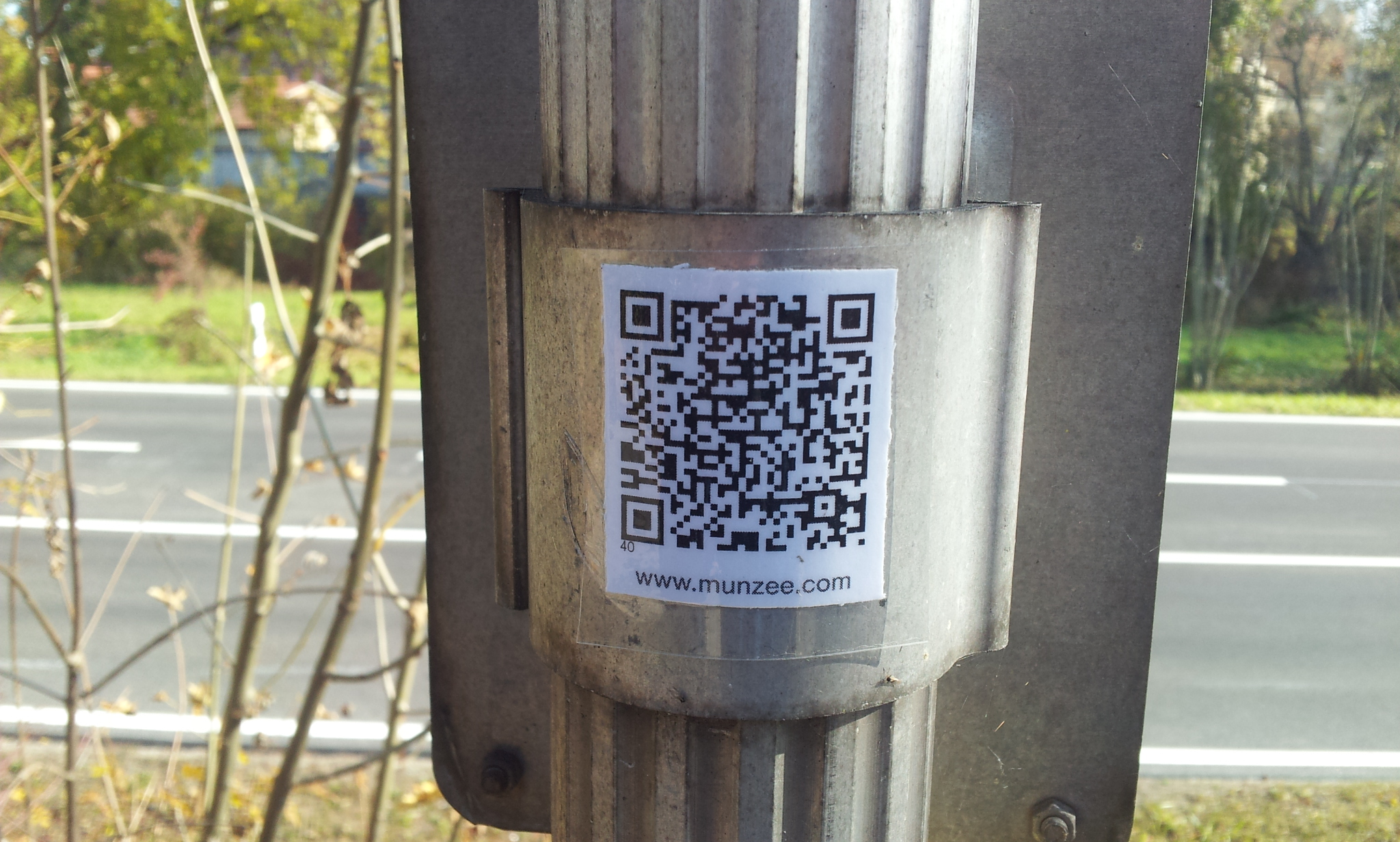
Munzee auf einem Straßenpfosten

## Verstecke
Nachdem ein Munzee physisch vorhanden ist, wird es von der versteckenden Person irgendwo im Gelände angebracht und anschließend mittels Smartphone-App erstmals eingelesen (deployed). Dabei werden die aktuellen GPS-Koordinaten des Munzee an die zentrale Spieleplattform gemeldet und ab sofort als weiteres Munzee auf den Landkarten dargestellt.
Verstecke werden, anders als bei Geocaching, klar gekennzeichnet. So enthält der Name oft schon auch den Anbringungsort wie z. B. "Hydrant".

## Munzee-Typen
Die Munzee-Typen werden auf der Karte unterschiedlich dargestellt. Der Finder erhält, je nach Munzee-Typ, eine unterschiedliche Anzahl von Punkten.
Grundsätzlich unterscheidet man Munzees in zwei Kategorie: Die virtuellen Munzees und die physischen Munzees. Darüber hinaus gibt es Munzees, die jeden Tag wieder neu erfasst werden können oder Munzees, die nur eine begrenzte Zeit auf der Karte zu finden sind (sieben Tage oder 30 Tage).
Zu den physischen Munzees zählen all diejenigen bei welcher ein QR-Code vor Ort gescannt werden muss.
Zu den virtuellen Munzees zählen all diejenigen, bei welchen man sich nur innerhalb eines gewissen Radius um den Standort befinden muss, um ihn zu finden.

## Verbreitung
Derzeit (Stand: März 2022) sind weltweit bereits mehr als 566.000 Spieler registriert, über 11,6 Millionen Munzees verteilt und über 561 Mio. Funde eingetragen worden. Sie konzentrieren sich hauptsächlich auf USA (~28 %), Deutschland (~10 %), England (~8 %), Australien (~4,5 %) und die Niederlande (~4 %). Munzees sind in 245 Ländern zu finden – einige sind an sehr exotischen Orten angebracht.

## Vergleich mit Geocaching: Vor- und Nachteile
- Da ein physischer Munzee als wetterfester Aufkleber angebracht wird, sind die Verstecke auf glatte Flächen beschränkt.
- Durch die Nutzung eines QR-Code ist der Aufkleber recht unauffällig, selbst dann, wenn er auf öffentlich einsehbaren Flächen angebracht wird.
- Im Gegensatz zum Geocaching, wo der Abstand zwischen Caches ca. 160 m (0,1 Meile) betragen muss, soll dieser grundsätzlich beim Munzees nur 16 m (Ausnahmen: Hotel- und Motel-Munzee) betragen. Abstand der eigenen Munzees ist jeweils mindestens 48 m.
- Beim Geocaching werden neue Caches auf manchen Listingplattformen durch Reviewer auf die Einhaltung der Regeln überprüft. Dies erfolgt beim Munzee aufgrund der Vielzahl an Deploys nicht.
- Ein Munzee ist weniger aufwändig. So kann der Aufkleber schnell angebracht, gefunden und ohne Kommentar geloggt werden. Wer möchte kann allerdings auch Kommentar und Bild hinzufügen (letzteres ist eine Premiumfunktion).
- Während Geocaching hauptsächlich in den Wäldern stattfindet, sind die Munzees meist in Städten oder größeren Orten verbreiteter.

Bei Geocachern gilt Munzee deswegen auch als Caching für Einsteiger und Gamer. Es gibt aber auch einige Geocacher, die auf Munzee umgesattelt haben.